# Pikku Rytijärvi
Pikku Rytijärvi är en sjö i Pajala kommun i Norrbotten och ingår i Torneälvens huvudavrinningsområde. Pikku Rytijärvi ligger i Torne och Kalix älvsystem Natura 2000-område.